# 曲轴

曲軸的作用流程，各部件分別為曲軸（紅）、活塞（灰）、气缸（藍）及飛輪（黑）。

曲轴（英語：crankshaft）是往復式活塞引擎中，將活塞直線往復運動的動能轉化為旋轉動能的機械部件。曲轴顧名思義即為“曲折的軸”，其曲折處與曲軸連桿大端連接，稱為連桿軸頸（又稱曲軸銷或曲軸臂），而曲軸的主軸承則在曲軸之旋轉中心軸處支撐曲軸。當活塞運動時，活塞會推動曲軸連桿，進而將動能傳遞到連桿軸頸。由於連桿軸頸軸心和曲軸軸心有徑向位移，如此即可將往復運動轉換為旋轉運動。
曲軸由於要承受活塞因爆炸所產生之強大力量，其材質必須相當堅固且耐久，所以曲軸通常採鍛造成型，其主軸承處內也鑲入耐磨且精密的軸承墊片。整個曲軸及主軸承處有許多供機油流入的油孔，使機油能在整個曲軸上發揮潤滑與冷卻的功用。在四沖程循環中，曲軸上通常會加裝飛輪以穩定角速度，有時也會在另一端加上旋轉或振動的阻尼器，消除曲軸運轉所帶來的扭力震動。